# Raion de Zmiv
Zmiv (en ucranià, Зміївський район) és un raion o districte d'Ucraïna a la Província de Khàrkiv.
Comprèn una superfície de 1365 km².
La capital és la ciutat de Zmiv.

## Demografia
Segons estimació 2010 comptava amb una població total de 74236 habitants.